# Johanna Leymann
Johanna Leymann, tidigare Nilsson, född 24 oktober 1986, är en svensk författare och opinionsbildare inom hållbart mode som sedan 2023 är projektledare på Kretsloppsparken i Östersund.

## Biografi
Leymann började redan under sin gymnasietid intressera sig för problem med hållbarhet inom klädindustrin och gjorde 2005 sitt gymnasiearbete om globalisering och textilindustrin.
År 2009 startade hon smyckesmärket "JohannaN" med fokus på transparent och rättvis produktion, och arbetade med detta fram till 2019. Hon och hennes företag uppmärksammades 2014 med utmärkelsen "Årets Unga Entreprenör Norr" för sina smycken med modern design med motiv som björkkvistar och renhorn producerade i Bangkok, Thailand, med traditionellt thailändskt hantverk. Hon blev även uppmärksammad för smycken designade för föreningen Fatta, där smyckena blev en del av föreningens sätt att nå ut med sitt budskap mot sexuellt våld och för samtycke i praktik och lagstiftning.
Hon har på olika sätt fokuserat på hållbart mode och drev mellan 2014 och 2017 klädbutiken Replik i Vasastan, Stockholm som marknadsförde ett tiotal hållbara modemärken.
År 2016 gav hon ut sin första bok tillsammans med Jennie Dahlén (då Johansson): Slow fashion: din guide till smart och hållbart mode, Boken kom ut i en andra, omarbetad utgåva 2023.
År 2018 startade hon tillsammans med Emma Sundh och Maria Soxbo den ideella föreningen Klimatklubben för att öka klimatengagemanget i samhället och ge verktyg för att skapa klimatnytta.
År 2019 utsågs hon till Sveriges Second Hand Profil av Erikshjälpen, där delar av motiveringen löd: "Genom lika stora doser kunskap som inspiration vill hon få fler att göra aktivt hållbara val, i livet i allmänhet och när det gäller konsumtion av kläder och textilier i synnerhet.".
Efter att ha gett ut flera böcker och arbetat som föreläsare och med Klimatklubben övergick Leymann 2023 till att bli projektledare vid Kretsloppsparken i Östersund.